# (18944) Sawilliams
(18944) Sawilliams est un astéroïde de la ceinture principale d'astéroïdes.

## Description
(18944) Sawilliams est un astéroïde de la ceinture principale d'astéroïdes. Il fut découvert le 28 août 2000 à Socorro (Nouveau-Mexique) par le projet LINEAR. Il présente une orbite caractérisée par un demi-grand axe de 3,07 UA, une excentricité de 0,10 et une inclinaison de 3,5° par rapport à l'écliptique.

## Compléments